# فلوکلوتیزولام
فلوکلوتیزولام (انگلیسی: Fluclotizolam) یک مشتق تینوتریازولودیازپین است که برای نخستین بار در سال ۱۹۷۹ میلادی سنتز شد، اما هرگز به بازار عرضه نشد. متعاقباً به عنوان یک داروی طراح فروخته شد و نخستین بار در سال ۲۰۱۷ به طور قطعی شناسایی شد.